# Jacques Claessen
Jacques Claessen (3 mei 1942) is een Belgische voormalige atleet, die gespecialiseerd was in het speerwerpen. Hij veroverde één Belgische titel.

## Biografie
Claessen behaalde in 1966 de Belgische titel in het speerwerpen. Hij was aangesloten bij FC Luik.

## Belgische kampioenschappen
| Onderdeel   | Jaar |
| ----------- | ---- |
| speerwerpen | 1966 |

## Persoonlijk record
| Onderdeel   | Prestatie | Datum | Plaats |
| ----------- | --------- | ----- | ------ |
| speerwerpen | 66,79 m   |       |        |

## Palmares
speerwerpen
- 1966:  BK AC – 65,06 m